# 아브라암 코니에도
아브라암 데 헤수스 코니에도 루아노(스페인어·이탈리아어: Abraham de Jesús Conyedo Ruano, 1993년 10월 7일~)는 쿠바 태생 이탈리아의 레슬링 선수이다. 2020년 하계 올림픽 남자 자유형 헤비급에서 동메달을 획득했으며 세계 레슬링 선수권 대회에서 동메달 1개를 획득했다.